# Bootsy Collins
William Earl "Bootsy" Collins (26. oktober 1951 i Cincinnati i Ohio) er en amerikansk basguitarist, sanger og sangskriver. Han er mest kendt for sit samarbejde med James Brown i 1960'erne og for deltagelse i funk-kollektivet Parliament-Funkadelic i 1970'erne. Han regnes som en af de fremste guitarister indenfor funk, og i 1997 blev han optaget i Rock and Roll Hall of Fame and Museum sammen med femten andre medlemmer af Parliament-Funkadelic.
Bootsy Collins har også haft et omfattende samarbejde med musikere og producenter indenfor diverse genrer, blandt andet Jerry Harrison, Deee-Lite, Bill Laswell, Fatboy Slim, Buckethead, Snoop Dogg, Malcolm McLaren og Little Richard. Han har desuden deltaget i flere kortlivede grupper, blandt andet bluegrass/funk-bandet GrooveGrass Boyz og funkgruppen Axiom Funk (med George Clinton og flere andre kollektiv-medlemmer). Med New Rubber Band optrådte han i 1998 på North Sea Jazz Festival i Haag.

## Diskografi
| År   | Band                     | Album titel                            | Pladeselskab                   |
| ---- | ------------------------ | -------------------------------------- | ------------------------------ |
| 1976 | Bootsy's Rubber Band     | Stretchin' Out in Bootsy's Rubber Band | Warner Bros. Records           |
| 1977 | Bootsy's Rubber Band     | Ahh... The Name Is Bootsy, Baby!       | Warner Bros. Records           |
| 1978 | Bootsy's Rubber Band     | Bootsy? Player of the Year             | Warner Bros. Records           |
| 1979 | Bootsy's Rubber Band     | This Boot is Made for Fonk-N           | Warner Bros. Records           |
| 1980 | Bootsy Collins           | Ultra Wave                             | Warner Bros. Records           |
| 1980 | Sweat Band               | Sweat Band                             | Uncle Jam/Columbia Records     |
| 1982 | Bootsy Collins           | The One Giveth, the Count Taketh Away  | Warner Bros. Records           |
| 1988 | Bootsy Collins           | What's Bootsy Doin'?                   | Columbia Records               |
| 1990 | Bootsy's Rubber Band     | Jungle Bass                            | 4th & Broadway                 |
| 1992 | Praxis                   | Transmutation                          | Axiom                          |
| 1994 | Bootsy's New Rubber Band | Blasters of the Universe               | Rykodisc                       |
| 1994 | Zillatron                | Lord of the Harvest                    | Rykodisc                       |
| 1994 | Praxis                   | Sacrifist                              | Subharmonic                    |
| 1995 | Bootsy's New Rubber Band | Keepin' Dah Funk Alive 4-1995          | Rykodisc                       |
| 1997 | Bootsy Collins           | Fresh Outta 'P' University             | WEA/Black Culture              |
| 1998 | Bootsy's Rubber Band     | Live in Louisville 1978                | Disky                          |
| 2001 | Bootsy's Rubber Band     | Live in Oklahoma 1976                  | Funk to the Max                |
| 2002 | Bootsy Collins           | Play with Bootsy                       | WEA International              |
| 2006 | Bootsy's New Rubber Band | Live in Concert 1998                   | ABC Entertainment/Charly Films |
| 2006 | Bootsy Collins           | Christmas Is 4 Ever                    | Shout Factory                  |
| 2008 | Science Faxtion          | Living on Another Frequency            | Mascot Records                 |
| 2009 | Bootsy Collins           | The Official Boot-Legged-Bootsy-CD     | Bootzilla                      |
| 2011 | Bootsy Collins           | Tha Funk Capital of the World          | Mascot Records                 |